# Evan Jenkins
Evan Hollin Jenkins (nacido el 12 de septiembre de 1960) es un político estadounidense que sirve como representante de Estados Unidos para el 3er distrito congresional de West Virginia desde 2015. Es miembro del Comité de apropiaciones de la Cámara de los EE. UU. y miembro del Partido Republicano, habiendo cambiado su afiliación partidaria de Demócrata en 2013.
Jenkins Era un miembro del Senado de Virginia Occidental del 5.º Distrito, el cual contiene Cabell Condado y una porción pequeña de Wayne Condado. Sirva en ambos cuartos de la Legislatura de Virginia Occidental en Charlestón sobre el curso de 20 años, habiendo sido elegido como miembro de la Casa en 1994, y eligió al Senado en 2002. Deje su asiento para correr en contra 38-año Demócrata incumbente Nick Rahall en el 2014 congressional elección, y ganó.

## Primeros años
Jenkins, ha residido siempre en Huntington, es hijo de Dorothy C. Jenkins Y el John tardío E. Jenkins Jr. Atienda escuelas públicas.
Jenkins Ganó su B.S. En Educación/Administración Empresarial de la Universidad de Florida en 1983. Vaya en para ganar su J.D. De Cumberland Escuela de Ley en 1987.
Sea el Director Ejecutivo de la Virginia Occidental Asociación Médica Estatal, y ley empresarial enseñada como un instructor en Marshall Universidad. Es también el anterior Copresidente del Comité de Cuidado de la Salud en la Virginia Occidental Cuarto Estatal de Comercio.

## Legislatura de Virginia Occidental
Jenkins Sirvió en ambos lados de la legislatura en Charlestón, primero habiendo sido elegido como miembro de la Casa de Virginia Occidental de Delegados en 1994. Pierda una carrera para el Tribunal Supremo de Apelaciones de Virginia Occidental en 2000.
Jenkins fue elegido para el Senado del Estado de Virginia Occidental en 2002, después de derrotar a la titular demócrata Marie Redd en las elecciones primarias y al exsenador estatal Thomas Scott en las elecciones generales. En 2006, Jenkins una vez más derrotó a Redd en las elecciones primarias, y Scott en las elecciones generales (con el 64% de los votos). En 2010, Jenkins fue nuevamente reelegido para el Senado del Estado de West Virginia, Distrito 5, sin oposición en las elecciones generales.

## Cámara de Representantes de EE.UU.

### Elecciones
2014
En julio de 2013, Jenkins anunció cambie al Partido Republicano en preparación para un corrido en Virginia Occidental 3.º congressional asiento de distrito, aguantado por Demócrata de 19 plazos Nick Rahall. De hecho haya crecido arriba como Republicano, pero devenía un Demócrata en 1992 con anterioridad a su estado en cartelera la Casa de Delegados. Encima cambiando partidos, Jenkins declaró que: "Virginia Occidental es debajo ataque de Barack Obama y un Partido Democrático que nuestros padres y los abuelos no reconocerían." El 3.º distrito de Virginia Occidental mucho tiempo había sido un baluarte Democrático, pero había sido barrido arriba en el creciendo marea Republicana que había barrido el estado desde la vuelta del siglo. En 2012, vaya para Mitt Romney 66-32 por ciento, haciéndolo el segundo-la mayoría de distrito Republicano en la nación para ser representada por un Demócrata. Jenkins Y Rahall había contribuido a cada cual otro es campañas en los ciclos de elección anterior de la década.
Jenkins Corrió unopposed en el Republicano primario. Afronte Rahall en la elección general en noviembre de 2014. Una encuesta temprana mostró Jenkins con una ventaja de dígito doble sobre Rahall.
El Nacional Correcto a Comité de Vida, Cuarto de Virginia Occidental de Comercio, y Del oeste Virginians de por vida, todo del cual anteriormente había apoyado Rahall, soportado Jenkins en 2014, y la Asociación de Carbón de la Virginia Occidental aprobó Jenkins en septiembre de 2014. Encima octubre 2, dirigiendo editor Kyle Kondik de la pelota de Cristal de Sabato dijo la carrera era un toss-arriba, llamándolo "Super cercano, super caro y super malo." Rahall outspent Jenkins En la elección por un dos-a-una proporción.
En las elecciones generales, Jenkins derrotó a Rahall, llevando el 55% de los votos al 45%, el segundo mayor margen de derrota sufrido por un titular en el ciclo de 2014. Como una medida de cuán demócrata era en su mayoría este distrito, cuando Jenkins asumió el cargo el 3 de enero de 2015, se convirtió en el primer republicano en representar lo que ahora es el tercero desde 1957 (el distrito fue contabilizado como el 4º antes de 1993), y el primer republicano en representar la mayor parte del sur del distrito desde 1933 (la mayoría de los cuales fue el 5to distrito antes de su eliminación en 1973). Además, la victoria de Jenkins, junto con las de Alex Mooney y David McKinley, significaba que Virginia Occidental tenía una delegación de la Cámara totalmente republicana por primera vez desde 1923.

### 2016

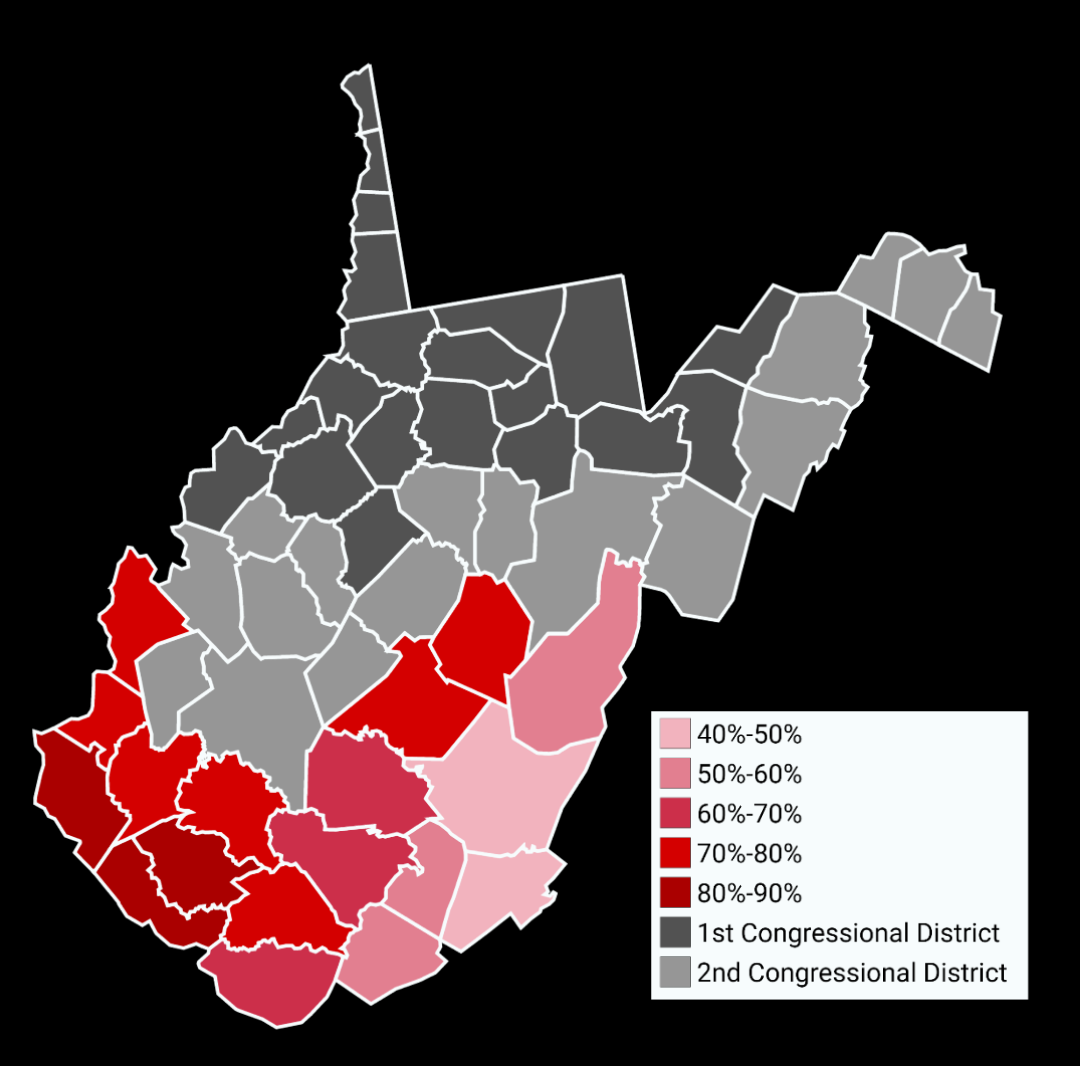
El mapa que muestra los resultados de la 2016 elección en Virginia Occidental tercer congressional distrito por Condado.

Jenkins El candidato Democrático vencido Mate Detch en el noviembre de 2016 elección general con 67.9% del voto.
Es un miembro de la Sociedad de Calle Principal Republicana.

### Asignaciones de comité
- Comité en Apropiaciones
  - Subcomisión encima Comercio, Justicia, Ciencia, y Relacionó Agencias
  - Subcomisión encima Interior, Entorno, y Relacionó Agencias
  - Subcomisión en la Rama Legislativa

### Caucus Afiliaciones
- Congressional Artes Caucus[23]

## 2018 Senado de EE.UU. elección
Jenkins Anunció su intención para estar en cartelera el asiento de Senado de los Estados Unidos actualmente aguantado por Joe Manchin encima mayo 8, 2017. Su competidor principal para el nombramiento Republicano es General de Abogado estatal Patrick Morrisey. Si Jenkins está elegido al Senado, devenga solo el segundo Del oeste Virginian, después de que Robert Byrd, para servir en ambas casa de la legislatura estatal y ambas casas de congreso. También sea el primer Republicano para hacer tan.

## Posiciones políticas

### Deferred Acción para Llegadas de Niñez (DACA)
En 5 de septiembre de 2017, el presidente Trump rescindió formalmente el programa de acción diferida para llegadas infantiles (DACA). DACA permite que ciertos inmigrantes indocumentados que ingresaron a los Estados Unidos cuando eran niños reciban un período renovable de dos años de acción diferida de la deportación y la elegibilidad para un permiso de trabajo. Jenkins apoyó la decisión de Trump. Jenkins dijo: "El presidente Obama excedió su autoridad constitucional al crear el programa DACA a través de una orden ejecutiva. Somos una nación de leyes y tenemos la responsabilidad de asegurar nuestras fronteras ".

### Entorno
Jenkins se opone a las restricciones federales de límites y comercio a las emisiones de carbón. Siente que algunas regulaciones de la Agencia de Protección Ambiental son demasiado estrictas, como las que afectan a la industria del carbón y el uso de estufas de leña. Apoyó la decisión del presidente Donald Trump de retirarse del Acuerdo de París y dijo: "El acuerdo de París coloca a los Estados Unidos en un campo de juego desigual, forzándonos a hacer reducciones costosas, mientras que países como China e India establecen sus propias reglas".

### Cuidado de salud
En mayo de 2017, Jenkins votó por la Ley de Atención Médica Estadounidense (AHCA), la ley republicana para derogar y reemplazar la Ley de Cuidado de Salud Asequible (Obamacare), diciendo que apoyaba "la cobertura de afecciones preexistentes, atención de salud mental y tratamiento de abuso de sustancias". ... Bajo esta legislación, West Virginia tendría una opción sobre lo que funcionaría mejor para nosotros ". Más tarde, en junio de 2017, Jenkins dijo que aunque AHCA permitía a los estados optar por no exigir que las aseguradoras no discriminaran a las personas con condiciones preexistentes y el requisito de que las aseguradoras brinden "beneficios esenciales de salud", no quería que West Virginia buscara exenciones de esas requisitos. Cuando se le preguntó acerca de la estimación no partidista de la Oficina de Presupuesto del Congreso de que 23 millones de estadounidenses perderían su seguro bajo AHCA, Jenkins cuestionó la precisión de la predicción de la CBO y dijo que los números no contabilizaron a las personas que obtendrán seguro debido al crecimiento económico.

### Opioid Crisis
En agosto de 2017, Jenkins discutió el tema de la crisis de opiáceos con el presidente Trump en Air Force One en el viaje de regreso a Washington después de que Trump habló en el Jamboree Nacional Boy Scout. Como miembro del Comité de Asignaciones de la Cámara, Jenkins dijo que el problema es importante para él. Trabajó para ayudar a obtener cientos de millones de dólares para tratamiento, cumplimiento de la ley y tribunales de drogas. Jenkins dijo: "Además, ayudé a autorizar los $ 1.6 mil millones que el presidente Trump solicitó para el muro fronterizo del sur, lo que ayudará a detener el flujo de heroína negra de alquitrán en los Estados Unidos".

## Vida personal
Jenkins Y su mujer Elizabeth tiene tres niños, dos hijos y una hija.